# 卡普里亚泰-圣杰尔瓦西奥
卡普里亚泰-圣杰尔瓦西奥（義大利語：Capriate San Gervasio）是意大利贝加莫省的一个市镇。总面积5.83平方公里，人口7631人，人口密度1308.9人/平方公里（2009年）。国家统计（ISTAT）代码为016051。